# Howard Hayes Scullard
Howard Hayes Scullard (1903 - 1983) foi um historiador britânico especializado em História Antiga, que notabilizou-se por sua contribuição para o Oxford Classical Dictionary e muitos outros livros famosos. Scullard foi educado no Highgate School em Haringey, e no St John's College em Cambridge. Foi Tutor em Hackney e New College, em Londres, entre 1926-1935, professor de História Antiga no King's College de Londres entre 1959-1970, governador de New College entre 1930-1980 e vice-presidente da Sociedade para Promoção dos Estudos Romanos. Também atuou como diretor do Instituto de Estudos Clássicos de Londres em 1964, membro da King's College em 1970 e professor emérito de História Antiga entre 1970-1983.